# 農業展覽會

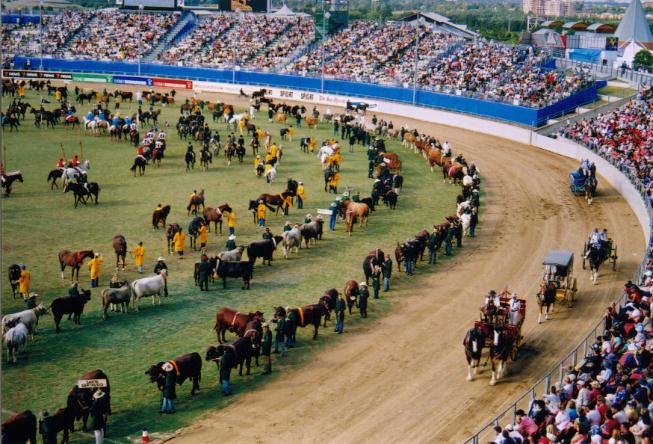

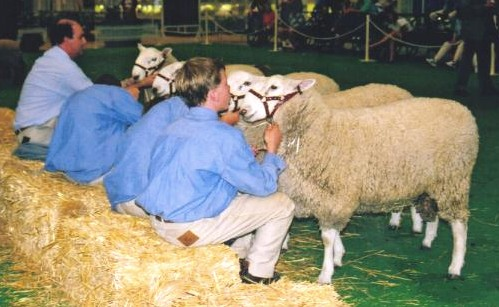

農業展覽會（簡稱：農展會），是一個公眾活動，主要展示與農業及畜牧業有關的器械、動植物、運動和休閒活動。當中最為觸目的項目包括各種牲口的展覽和評審、貿易展覽、比賽和其他娛樂活動。世界上第一個已知的農業展覽會是由英國蘭開夏郡索爾福德農業協會於1768年舉辦。